# Vy-lès-Rupt
Vy-lès-Rupt ist eine Gemeinde im französischen Département Haute-Saône in der Region Bourgogne-Franche-Comté.

## Geographie
Vy-lès-Rupt liegt auf einer Höhe von 220 m über dem Meeresspiegel, sechs Kilometer südwestlich von Scey-sur-Saône-et-Saint-Albin und etwa 19 Kilometer westlich von Vesoul (Luftlinie). Das Dorf erstreckt sich im zentralen Teil des Départements, leicht erhöht an einem Hangvorsprung über der Talaue des Ravin, nördlich des Saônetals, am Südrand der Höhen des Bois de Confracourt. 
Die Fläche des 8,28 km² großen Gemeindegebiets umfasst einen Abschnitt des mittleren Saône-Tals. Der zentrale Teil des Gebietes wird von Norden nach Süden vom Tal des Ravin durchquert. Dieses öffnet sich unterhalb des Dorfes zur Saône-Niederung. Bei Vy-lès-Rupt nimmt der Ravin von links den Ruisseau de la Filerie auf, der mehrfach zu Weihern aufgestaut ist (darunter der Étang de la Peste). Flankiert werden die Täler von Plateaus, die durchschnittlich auf 240 m liegen. Sie bestehen aus einer Wechsellagerung von kalkigen und sandig-mergeligen Sedimenten des oberen Jura. Nach Norden erstreckt sich das Gemeindeareal in die Waldung des Bois de Confracourt. Mit 266 m wird hier die höchste Erhebung von Vy-lès-Rupt erreicht. Im Süden reicht der Gemeindeboden in die Alluvialebene der Saône hinaus, die hier im Mittel auf 202 m liegt. Die fruchtbaren Böden der Talebene und des Plateaus werden überwiegend landwirtschaftlich genutzt.
Nachbargemeinden von Vy-lès-Rupt sind Confracourt im Norden, Rupt-sur-Saône im Osten, Fédry im Süden sowie Grandecourt und Vauconcourt-Nervezain im Westen.

## Geschichte
Im Mittelalter gehörte Vy zur Freigrafschaft Burgund und darin zum Gebiet des Bailliage d’Amont. Die lokale Herrschaft hatten die Herren von Rupt inne. Das Dorf wurde 1668 gebrandschatzt. Zusammen mit der Franche-Comté gelangte Vy mit dem Frieden von Nimwegen 1678 definitiv an Frankreich. Zu einer Gebietsveränderung kam es im Jahr 1806, als Grandecourt nach Vy-lès-Rupt eingemeindet wurde. Bereits 1832 wurde Grandecourt jedoch wieder eine eigenständige Gemeinde. Heute ist Vy-lès-Rupt Mitglied des 22 Ortschaften umfassenden Gemeindeverbandes Communauté de communes des Combes.

## Sehenswürdigkeiten
|  |  |

Die Kirche Saint-Pierre-aux-Liens wurde 1759 neu erbaut. Sie besitzt eine reiche Ausstattung, darunter der Hauptaltar (18. Jahrhundert) im barock-neoklassizistischen Stil (als Monument historique klassifiziert), Gemälde aus dem 18. Jahrhundert und eine Kanzel im Louis-quinze-Stil. 
Aus dem 19. Jahrhundert stammt das Lavoir, das früher als Waschhaus und Viehtränke diente.

## Bevölkerung
| Jahr                       | 1962 | 1968 | 1975 | 1982 | 1990 | 1999 |
| Einwohner                  | 124  | 140  | 145  | 113  | 101  | 100  |
| Quellen: Cassini und INSEE |      |      |      |      |      |      |

Mit 100 Einwohnern (1999) gehört Vy-lès-Rupt zu den kleinsten Gemeinden des Département Haute-Saône. Nachdem die Einwohnerzahl während der ersten Hälfte des 20. Jahrhunderts deutlich abgenommen hatte (1886 wurden noch 303 Personen gezählt), wurden seit Beginn der 1980er Jahre nur noch geringe Schwankungen verzeichnet.

## Wirtschaft und Infrastruktur
Vy-lès-Rupt war bis weit ins 20. Jahrhundert hinein ein vorwiegend durch die Landwirtschaft (Ackerbau, Obstbau und Viehzucht) und die Fischerei geprägtes Dorf. Die Wasserkraft der beiden Dorfbäche wurde früher für den Betrieb mehrerer Mühlen genutzt. Heute gibt es einige Betriebe des lokalen Kleingewerbes. In den letzten Jahrzehnten hat sich das Dorf zu einer Wohngemeinde gewandelt. Viele Erwerbstätige sind deshalb Wegpendler, die in den größeren Ortschaften der Umgebung ihrer Arbeit nachgehen.
Der Ort liegt abseits der größeren Durchgangsachsen an einer Departementsstraße, die von Soing nach Scey-sur-Saône-et-Saint-Albin führt. Weitere Straßenverbindungen bestehen mit Vauconcourt-Nervezain, Confracourt und Grandecourt.